# Roxburgh, Ettrick e Lauderdale
Roxburgh, Ettrick e Lauderdale (Rosbrog, Eadaraig agus Srath Labhdair in lingua gaelica scozzese) è un'area di luogotenenza della Scozia. Consiste dei comitati delle aree di Eildon, Cheviot e Teviot and Liddesdale (l'ex distretto governativo locale di  Roxburgh e Ettrick e Lauderdale, operativi nel periodo 1975—1996) all'interno dell'area amministrativa degli Scottish Borders. Corrisponde all'incirca alle contee di Roxburghshire e Selkirkshire e piccole parti di Midlothian e Berwickshire.